# Adam Brody
Adam Jared Brody (San Diego, 1979. december 15. –) amerikai színész, forgatókönyvíró, zenész és producer.
Leginkább Seth Cohen megformálásáról ismert A narancsvidék című televíziós sorozatban (2003–2007). A 2000-es évek során fontosabb szerepei voltak még a Mr. és Mrs. Smith (2005), a Köszönjük, hogy rágyújtott! (2006), A nők hálójában (2007) és az Ördög bújt beléd (2009) című filmekben.
A 2010-es években több vígjátékban feltűnt: Míg a világvége el nem választ (2012), A (sz)ex az oka mindennek (2015), Shazam! (2019). Komolyabb hangvételű szerepeket is vállalt, például a Lovelace (2015) és az Ígéretes fiatal nő (2020) című drámákban. 2016–2018 között a StartUp című bűnügyi drámasorozat főszereplője és producere volt.

## Magánélete
Brody szekuláris zsidó, és nem vallásos. Úgy jellemezte magát, mint egy "ál-intellektuális" és "tengerparti hangulatú" egyén.
Az amerikai Demokrata Párt tagja, és olyan szavazási kampányokhoz csatlakozott, mint a Swing Left.
2010 márciusában Brody megismerkedett Leighton Meester színésznővel A narancsvidék forgatásán a New York-i Westchesterben. 2013 novemberében jegyezték el egymást, és 2014. február 15-én zártkörű szertartáson összeházasodtak. Első gyermekük, Arlo Day Brody nevű kislányuk 2015. augusztus 4-én született a kaliforniai Whittierben. 2020-ban fiuk született.

## Filmográfia

### Film
| Év   | Magyar cím                         | Eredeti cím                               | Szerep                         | Magyar hang      |
| ---- | ---------------------------------- | ----------------------------------------- | ------------------------------ | ---------------- |
| 1999 |                                    | Random Acts of Violence                   | diák                           |                  |
| 2001 | Spencer szerint                    | According to Spencer                      | Tommy                          |                  |
| 2001 | Amerikai pite 2. (vágatlan verzió) | American Pie 2                            | gimis srác                     |                  |
| 2002 | A kör                              | The Ring                                  | Kellen, tinédzser              |                  |
| 2003 | Deszkások                          | Grind                                     | Dustin Knight                  |                  |
| 2003 |                                    | Home Security (rövidfilm)                 | Greg                           |                  |
| 2003 |                                    | Missing Brendan                           | Patrick Calden                 |                  |
| 2005 | Mr. és Mrs. Smith                  | Mr. & Mrs. Smith                          | Benjamin Danz                  | Előd Álmos       |
| 2005 | Köszönjük, hogy rágyújtott!        | Thank You for Smoking                     | Jack Bein                      | Czető Roland     |
| 2007 | A nők hálójában                    | In the Land of Women                      | Carter Webb                    | Dányi Krisztián  |
| 2007 | Besütizve                          | Smiley Face                               | Steve, díler                   |                  |
| 2007 | A tíz                              | The Ten                                   | Stephen Montgomery             |                  |
| 2008 | Szerelemben, halálban              | Death in Love                             | tehetségkutató ügynök          |                  |
| 2009 | Ördög bújt beléd                   | Jennifer's Body                           | Nikolai Wolf                   | Czető Roland     |
| 2010 | Két kopper                         | Cop Out                                   | Barry Mangold                  | Simon Kornél     |
| 2010 | Romantikus lelkek                  | The Romantics                             | Jake                           | Csőre Gábor      |
| 2011 | Hölgyek a pácban                   | Damsels in Distress                       | Charlie Walker                 |                  |
| 2011 | Csípem a családod                  | The Oranges                               | Toby Walling                   |                  |
| 2011 | Sikoly 4.                          | Scream 4                                  | Hoss rendőr                    | Renácz Zoltán    |
| 2012 | Míg a világvége el nem választ     | Seeking a Friend for the End of the World | Owen                           | Szabó Máté       |
| 2012 |                                    | Revenge for Jolly!                        | Danny Fidazzo                  |                  |
| 2013 | Magassági ámor                     | Baggage Claim                             | Sam                            | Hamvas Dániel    |
| 2013 |                                    | Lovelace                                  | Harry Reems                    |                  |
| 2013 |                                    | Some Girl(s)                              | férfi                          |                  |
| 2013 | Dzsungeltúra lúzereknek            | Welcome to the Jungle                     | Chris                          | Hamvas Dániel    |
| 2014 |                                    | Growing Up and Other Lies                 | Rocks                          |                  |
| 2014 |                                    | Life Partners                             | Tim                            |                  |
| 2014 | Gondolkozz pasiaggyal! 2.          | Think Like a Man Too                      | Isaac                          | Seszták Szabolcs |
| 2015 | A (sz)ex az oka mindennek          | Sleeping with Other People                | Sam                            | Szabó Máté       |
| 2016 |                                    | Showing Roots                             | Bud                            |                  |
| 2016 | Jógamánia                          | Yoga Hosers                               | Ichabod                        | Czető Ádám       |
| 2017 | Bukós szakasz                      | CHiPs                                     | Clay Allen                     | Szatory Dávid    |
| 2017 |                                    | Big Bear                                  | Eric                           |                  |
| 2018 |                                    | Isabelle                                  | Matt Kane                      |                  |
| 2019 | Jay és Néma Bob Reboot             | Jay and Silent Bob Reboot                 | Chronic-Con eladó              |                  |
| 2019 | Aki bújt                           | Ready or Not                              | Daniel Le Domas                | Előd Álmos       |
| 2019 | Shazam!                            | Shazam!                                   | Freddy Freeman felnőttként     | Csiby Gergely    |
| 2020 | Az ifjú nyomozó                    | The Kid Detective                         | Abe Applebaum                  | Dányi Krisztián  |
| 2020 | Ígéretes fiatal nő                 | Promising Young Woman                     | Jerry                          | Előd Álmos       |
| 2020 |                                    | The Last Blockbuster (dokumentumfilm)     | önmaga                         |                  |
| 2022 | Sikoly                             | Scream                                    | vendég a partin (cameo hangja) |                  |
| 2022 | Apám sárkánya                      | My Father's Dragon                        | Bob (hangja)                   |                  |
| 2023 | Shazam! Az istenek haragja         | Shazam! Fury of the Gods                  | Freddy Freeman felnőttként     | Csiby Gergely    |
| 2023 | Vad folyó                          | River Wild                                | Trevor                         | Dányi Krisztián  |
| 2023 | Amerikai irodalom                  | American Fiction                          | Wiley                          | Szatory Dávid    |

### Televízió
| Év        | Magyar cím           | Eredeti cím             | Szerep                | Megjegyzések                                                |
| --------- | -------------------- | ----------------------- | --------------------- | ----------------------------------------------------------- |
| 1999      |                      | The Amanda Show         | Greg Brady            | 1 epizód                                                    |
| 2000      |                      | City Guys               | vásárló               | 1 epizód                                                    |
| 2000      | Családjogi esetek    | Family Law              | Noel Johnson          | 1 epizód                                                    |
| 2000      |                      | Go Fish                 | Billy                 | 1 epizód                                                    |
| 2000      |                      | Growing Up Brady        | Barry Williams        | tévéfilm                                                    |
| 2000      | Amynek ítélve        | Judging Amy             | Barry Gilmore         | 1 epizód                                                    |
| 2000      | Alul semmi           | Undressed               | Lucas                 | 3 epizód                                                    |
| 2000–2001 | Még egyszer és újra  | Once and Again          | Coop                  | 3 epizód                                                    |
| 2000–2002 |                      | The Sausage Factory     | Zack Altman           | főszereplő (13 epizód)                                      |
| 2001–2004 | A Sorscsapás család  | Grounded for Life       | Brian                 | 2 epizód                                                    |
| 2002      | Smallville           | Smallville              | Justin Gaines         | 1 epizód                                                    |
| 2002–2003 | Szívek szállodája    | Gilmore Girls           | Dave Rygalski         | visszatérő szereplő (3. évad)                               |
| 2003–2007 | A narancsvidék       | The O.C.                | Seth Cohen            | főszereplő (92 epizód)                                      |
| 2004      |                      | MADtv                   | Seth Cohen            | 1 epizód                                                    |
| 2006      |                      | The Loop                | Keith MacDonald       | 1 epizód                                                    |
| 2011      |                      | Good Vibes              | Woodie Stone (hangja) | 12 epizód                                                   |
| 2013      | Égető szerelem       | Burning Love            | Max                   | főszereplő (2. évad)                                        |
| 2013      | Gátlástalanok        | House of Lies           | Nate Hyatt            | 3 epizód                                                    |
| 2013      |                      | Kroll Show              | Joel Faizon           | 1 epizód                                                    |
| 2013      | A Liga               | The League              | Ted Rappaport         | 4 epizód                                                    |
| 2014      | Új csaj              | New Girl                | Berkley               | 1 epizód                                                    |
| 2015–2016 |                      | Billy and Billie        | Billy Jones           | főszereplő (11 epizód)                                      |
| 2016–2018 | StartUp              | StartUp                 | Nick Talman           | - főszereplő és producer - magyar hangja: - Dányi Krisztián |
| 2018      | Városi legendák      | Urban Myths             | Jack Lemmon           | 1 epizód                                                    |
| 2019      | Kijárási tilalom     | Curfew                  | Max Larssen           | 4 epizód                                                    |
| 2019–2020 |                      | Single Parents          | Derek                 | 7 epizód                                                    |
| 2020      | Mrs. America         | Mrs. America            | Marc Feigen Fasteau   | - 1 epizód - magyar hangja: - Ember Márk                    |
| 2022      | Fleishman bajban van | Fleishman Is in Trouble | Seth                  | minisorozat (8 epizód)                                      |
| 2024      | Bármit, csak ezt ne  | Nobody Wants This       | Noah Roklov           | - főszereplő (10 epizód) - magyar hangja: - Dányi Krisztián |

## Fordítás
- Ez a szócikk részben vagy egészben  az   Adam Brody című angol Wikipédia-szócikk fordításán alapul.  Az eredeti cikk szerkesztőit annak laptörténete sorolja fel. Ez a jelzés csupán a megfogalmazás eredetét és a szerzői jogokat jelzi, nem szolgál a cikkben szereplő információk forrásmegjelöléseként.